# Carriage Paid To
CPT (англ. Carriage Paid To) (… named place of destination), або Фрахт/перевезення оплачені до (…назва місця призначення) — термін Інкотермс 2000 та 2010, означає, що продавець доставить товар названому їм перевізнику. Крім цього, продавець зобов'язаний оплатити витрати, пов'язані з перевезенням товару до названого пункту призначення. Це означає, що покупець бере на себе всі ризики чи втрати ушкодження товару, як і інші витрати після передачі товару перевізнику. Під словом перевізник розуміється будь-яка організація, яка на підставі договору перевезення бере на себе зобов'язання забезпечити самому чи організувати перевезення товару по залізниці, автомобільним, повітряним, морським і внутрішнім водним чи іншим транспортом чи комбінацією цих видів транспорту.